# 奧辛根
奥辛根（德語：Ossingen）是瑞士联邦苏黎世州安德尔芬根区的市镇。该市镇面积为13.07平方千米，海拔高度416米，2018年12月31日人口数为1,641。

## 外部連結
- 奥辛根官方网站 （页面存档备份，存于） （德文）